# АМО-3
АМО-3 — радянський вантажний автомобіль вантажопідйомністю 2,5 тонни, що випускався на Московському автомобільному заводі АМО з 1931 по 1933 рік. АМО-3 був, в основному, копією американської вантажівки «AutoCar-SA».
З жовтня 1933 року завод АМО був перейменований в ЗІС, і АМО-3 став називатися ЗІС-3.

## Конструкція
АМО-3 відрізнявся від попередника (АМО-2) кронштейнами фар, формою передніх крил, електроустаткуванням, заднім мостом. Кабіна була 2-місцевої, під капотом розташовувався новий карбюраторний, чотиритактний, шестициліндровий з чавунними поршнями, ніжнеклапанний двигун фірми Hercules об'ємом 4,88 літра і ступенем стиснення 4,55 (бензин з октановим числом 50 і менше). Максимальна потужність становила 66 л.с. при 2400 об/хв, при цьому номінальна потужність обмежувалася величиною 60 к.с. при 2200 об/хв. Максимальна швидкість досягала 50 км/год. Витрата палива становив 33 л/100 км. Вантажівка важив 2840 кг в спорядженому стані, а повна вага дорівнював 5490 кг.

## Модифікації
- АМО-4 — довгобазна модифікація (база збільшена з 3810 мм до 4420 мм). Шасі АМО-4 використовувалося для побудови автобусів і пожежних машин.
- АМО-5 — таке позначення мали передсерійні прототипи майбутнього ЗІС-5
- АМО-6 — тривісна модифікація — таке позначення мали передсерійні прототипи майбутнього ЗІС-6
- АМО-7 — сідловий тягач на базі АМО-3 з укороченою до 2920 мм базою.